# Route 42 (Oman)
Die Route 42 oder R42 ist eine Fernstraße im Sultanat Oman. Die Fernstraße führt von der Erdölstadt Schalim entlang am Indischen Ozean bis nach Hasik an der Route 49.